# Osaka Gas

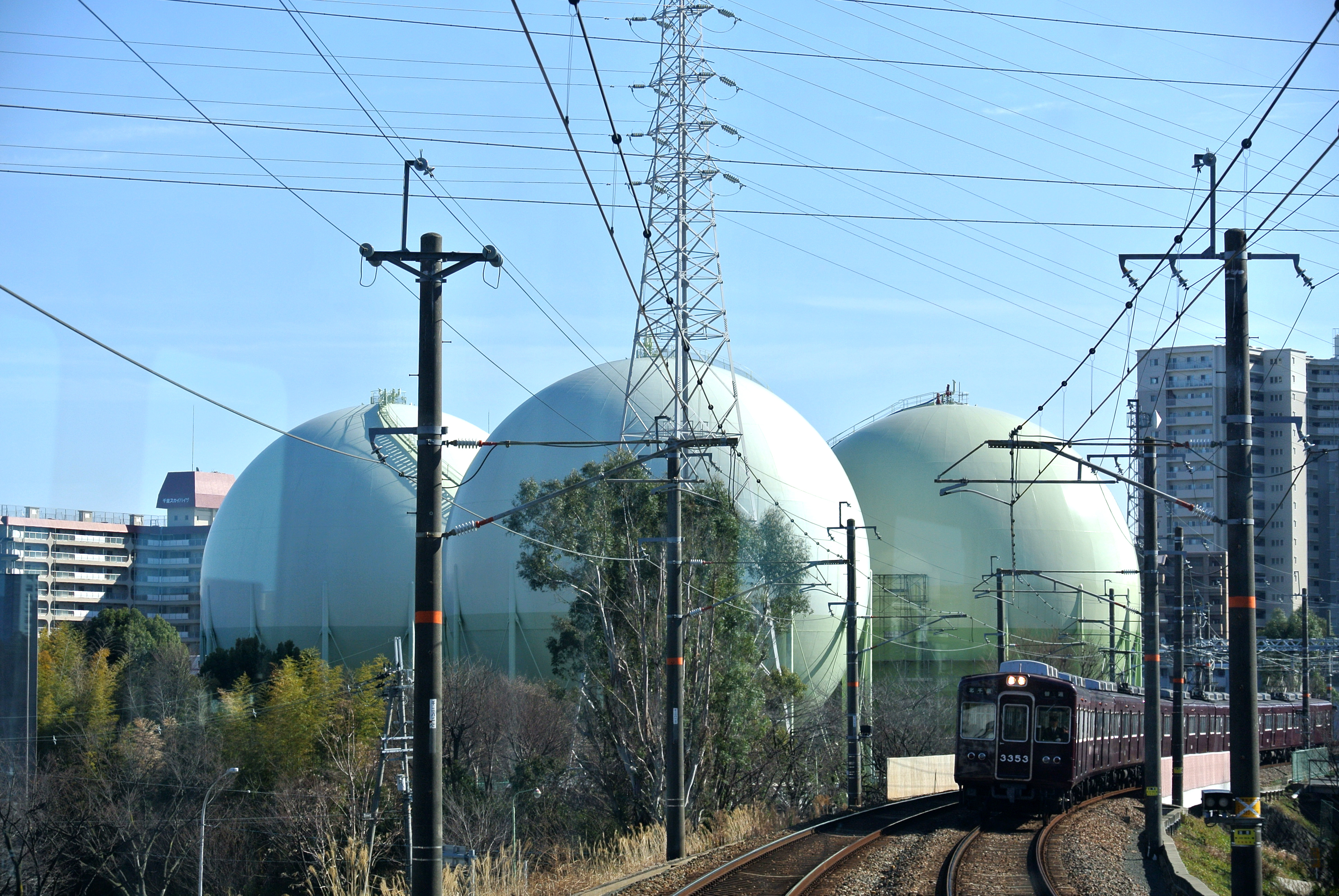
Structures de distribution du gaz, Osaka Gas, Suita

Osaka Gas Co.,Ltd. (大阪瓦斯株式会社, Ōsaka Gasu Kabushiki-gaisha), qui s'écrit 大阪ガス, est une société basée à Osaka, au Japon. Elle fournit du gaz à la région du Kansai, en particulier à la zone Keihanshin.

## Histoire
En juillet 2019, Osaka Gas annonce l'acquisition de Sabine Oil, entreprise américaine spécialisée dans le gaz de schiste, pour 610 millions de dollars.

## Activité
Zone de Service : 3,220 km2, 68 millions de ménages.
Annuel des ventes de gaz : 8,5 milliards de m3.
Pipeline : 56,500 km au Japon.
La société détient des structures pétrolières et gazières en Norvège et en Australie, notamment Gorgon LNG, Sunrise LNG et Crux projects en Australie et Qalhat LNG à Oman.
Elle est également propriétaire de pipeline et d'autres structures liées à la production d’énergie dans le monde.

## Sociétés affiliées
- Osaka Gas Australia Pty Ltd [5]
- Osaka Gas Engineering Company Limited
- Osaka Gas Chemical Company Limited
- Senboku Power Fuel Company Limited
- Osaka Gas Energy America[6]